# Ascensione (Giotto)
L'Ascensione è un affresco (200x185 cm) di Giotto, databile al 1303-1305 circa e facente parte del ciclo della Cappella degli Scrovegni a Padova. È compreso nelle Storie della Passione di Gesù del registro centrale inferiore, nella parete sinistra guardando verso l'altare.

## Descrizione e stile
La scena mostra la salita di Gesù in cielo levandosi con slancio al centro del riquadro e protendendosi verso l'alto sospinto da una nuvola, con le mani levate già oltre la cornice del dipinto. Due angeli stanno sotto di lui a istruire gli astanti, ovvero gli apostoli e Maria, il cui volto appare di notevole qualità, da alcuni giudicato come l'unica parte autografa dell'affresco realizzato in larga parte da maestranze di bottega. Ai lati di Cristo completano la scena due cerchie angeliche e di santi simmetriche, tutti con le mani levate, che fanno eco al gesto ascendente di Cristo. Curatissimi sono i dettagli, soprattutto le applicazioni dorate nelle vesti degli apostoli, degli angeli e di Gesù stesso. 

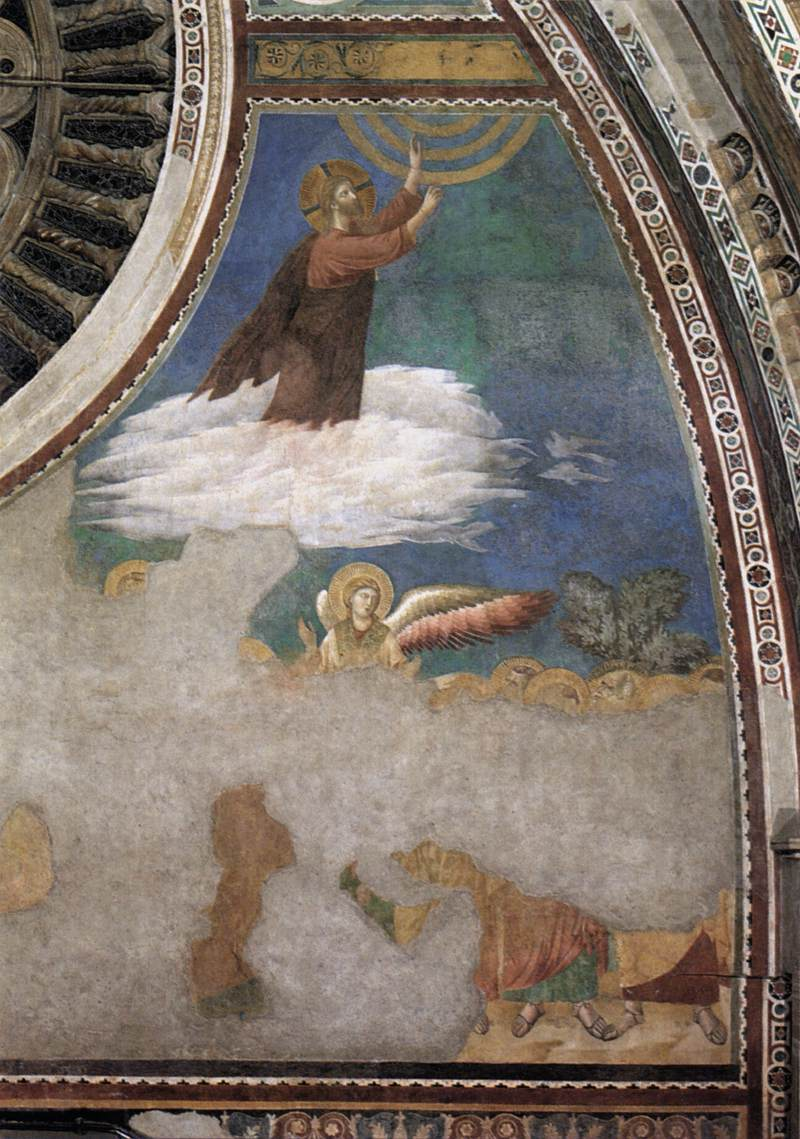
L'Ascensione di Assisi